# Ture Hederström
Ture Johan Hederström, född 27 juli 1843 i Jakob och Johannes församling, Stockholm, död  6 december 1915 i Gnesta, (folkbokförd i Hedvig Eleonora församling, Stockholm) var en svensk agronom, lantbrukare och självlärd amatörforskare i fornnordiska språk i Uppsala.
Hederström ägde efter vartannat gårdarna Blackensta, Ylingsta och Korssäter i Östergötland. Han författade Fornsagor och Eddakväden i geografisk belysning (utgiven efter hans död, i två band, 1917–1919). Däri gjorde han gällande bland annat, att Helge Hundingsbanekvädena behandlar östgötska och sörmländska fylkeskungars historia under folkvandringstiden – utifrån sin ingående geografiska kännedom om traktens äldre platsnamn.Detta fullkomligt i strid mot Sophus Bugges uppfattning, att de är till sitt ursprung västnorska dikter med väsentligast danskt och tyskt sagostoff. Bugge kunde dock inte visa logiska samband mellan de många plater som anges i dikterna. Detta förklarades med att sagorna var rena fantasier.
Hederström bemötte Sophus Bugges  geografiskt osammanhängande förslag till platsangivelser i dikterna med konkreta rimliga förslag utifrån avstånd mellan kända platser (främst i Östergötland och Sörmland) med ålderdomliga namn, vilka finns på gamla kartor eller finns kvar än idag. 
Hederströms teorier fick visst stöd av professorn i nordiska språk Birger Nerman. Att en person utanför akademin kunde komma med nya banbrytande teorier var dock svårt att smälta för samtiden, 1920-talet.
Hederström var från 1902 gift med Clara Kallenberg (1867–1946). Makarna är begravda på Norra begravningsplatsen utanför Stockholm. Han var morfar till Herbert Kockum.